# Studénka
Studénka (németül: Stauding) város Csehországban, a Morva-sziléziai kerület Nový Jičín-i járásában. Studénka Petřvald, Pustějov, Bartošovice, Albrechtičky, Jistebník, Bílov, Bravantice, Velké Albrechtice és Mošnov településekkel határos. Lakosainak száma 9309 fő (2024. január 1.). A történelmi Szilézia és Morvaország határán fekszik.
A város jelentős ipari vállalata volt korábban a vasúti kocsik és motorvonatok gyártásával foglalkozó Vagonka Studénka (napjainkban Škoda Vagonka), amely azonban 2001-ben elköltözött Ostravába.

## Népesség
A település lakosságának változását az alábbi diagram mutatja:
| Lakosok száma | 3817 | 4264 | 6673 | 5685 | 10 790 | 10 505 | 9691 | 9536 | 9277 | 9309 |
|               | 1869 | 1890 | 1921 | 1950 | 1980   | 2001   | 2017 | 2019 | 2022 | 2024 |